# Cryptotermes
Cryptotermes är ett släkte av termiter. Cryptotermes ingår i familjen Kalotermitidae.
Kladogram enligt Catalogue of Life:
| Cryptotermes | \| \| Cryptotermes abruptus \| \| \| \| \| \| Cryptotermes brevis \| \| \| \| \| \| Cryptotermes cavifrons \| \| \| \| \| \| Cryptotermes cynocephalus \| \| \| \| \| \| Cryptotermes fatulus \| \| \| \| \| \| Cryptotermes havilandi \| \| \| \| \| \| Cryptotermes longicollis \| \| \| \| |
|              | \| \| Cryptotermes abruptus \| \| \| \| \| \| Cryptotermes brevis \| \| \| \| \| \| Cryptotermes cavifrons \| \| \| \| \| \| Cryptotermes cynocephalus \| \| \| \| \| \| Cryptotermes fatulus \| \| \| \| \| \| Cryptotermes havilandi \| \| \| \| \| \| Cryptotermes longicollis \| \| \| \| |
|              | Calcaritermes |
|              | |
|              | Glyptotermes |
|              | |
|              | Incisitermes |
|              | |
|              | Kalotermes |
|              | |
|              | Marginitermes |
|              | |
|              | Neotermes |
|              | |
|              | Paraneotermes |
|              | |
|              | Procryptotermes |
|              | |
|              | Pterotermes |
|              | |
|              | Cryptotermes abruptus |
|              | |
|              | Cryptotermes brevis |
|              | |
|              | Cryptotermes cavifrons |
|              | |
|              | Cryptotermes cynocephalus |
|              | |
|              | Cryptotermes fatulus |
|              | |
|              | Cryptotermes havilandi |
|              | |
|              | Cryptotermes longicollis |
|              | |

|  | Cryptotermes abruptus     |
|  |                           |
|  | Cryptotermes brevis       |
|  |                           |
|  | Cryptotermes cavifrons    |
|  |                           |
|  | Cryptotermes cynocephalus |
|  |                           |
|  | Cryptotermes fatulus      |
|  |                           |
|  | Cryptotermes havilandi    |
|  |                           |
|  | Cryptotermes longicollis  |
|  |                           |

## Bildgalleri

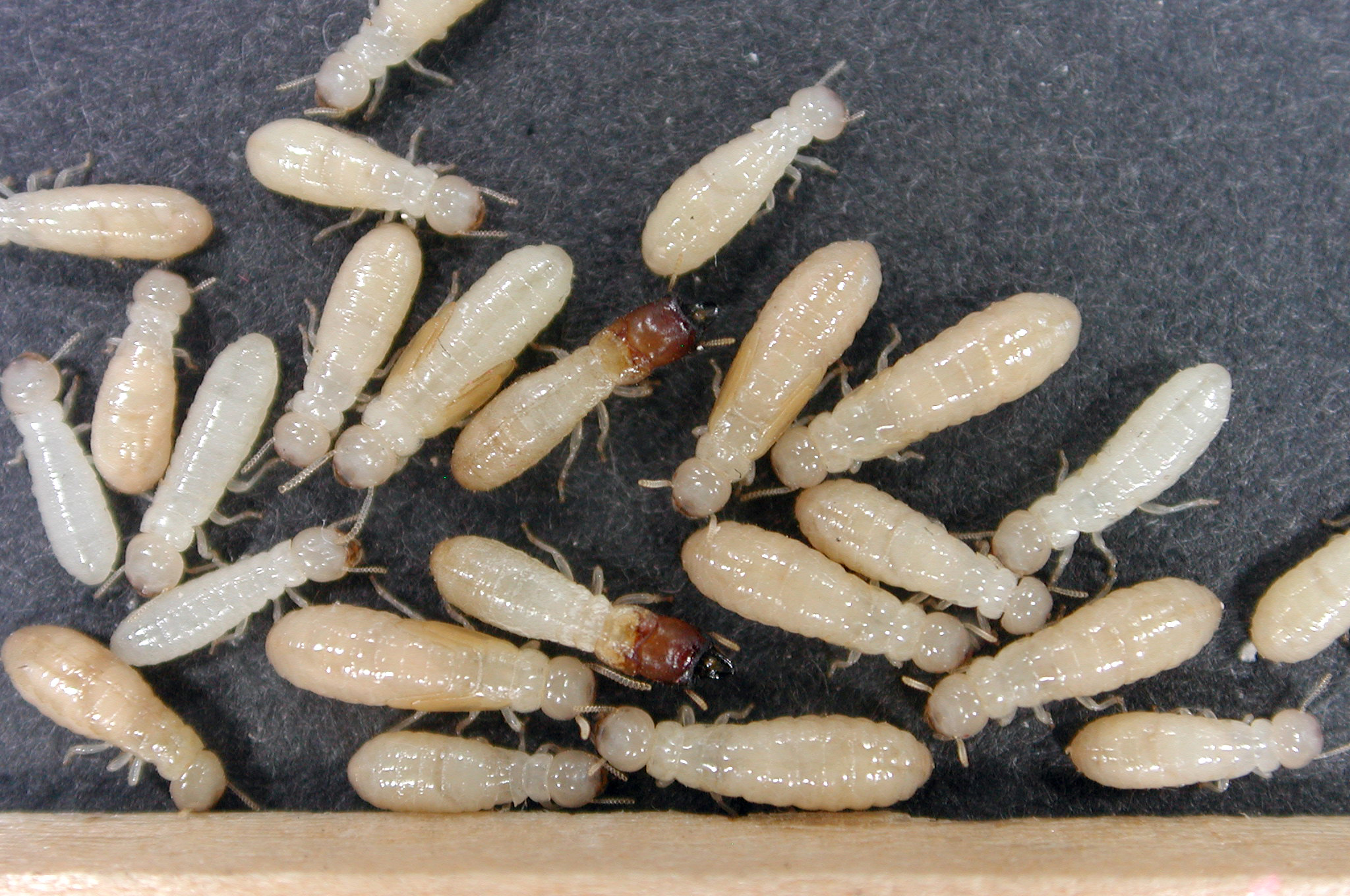
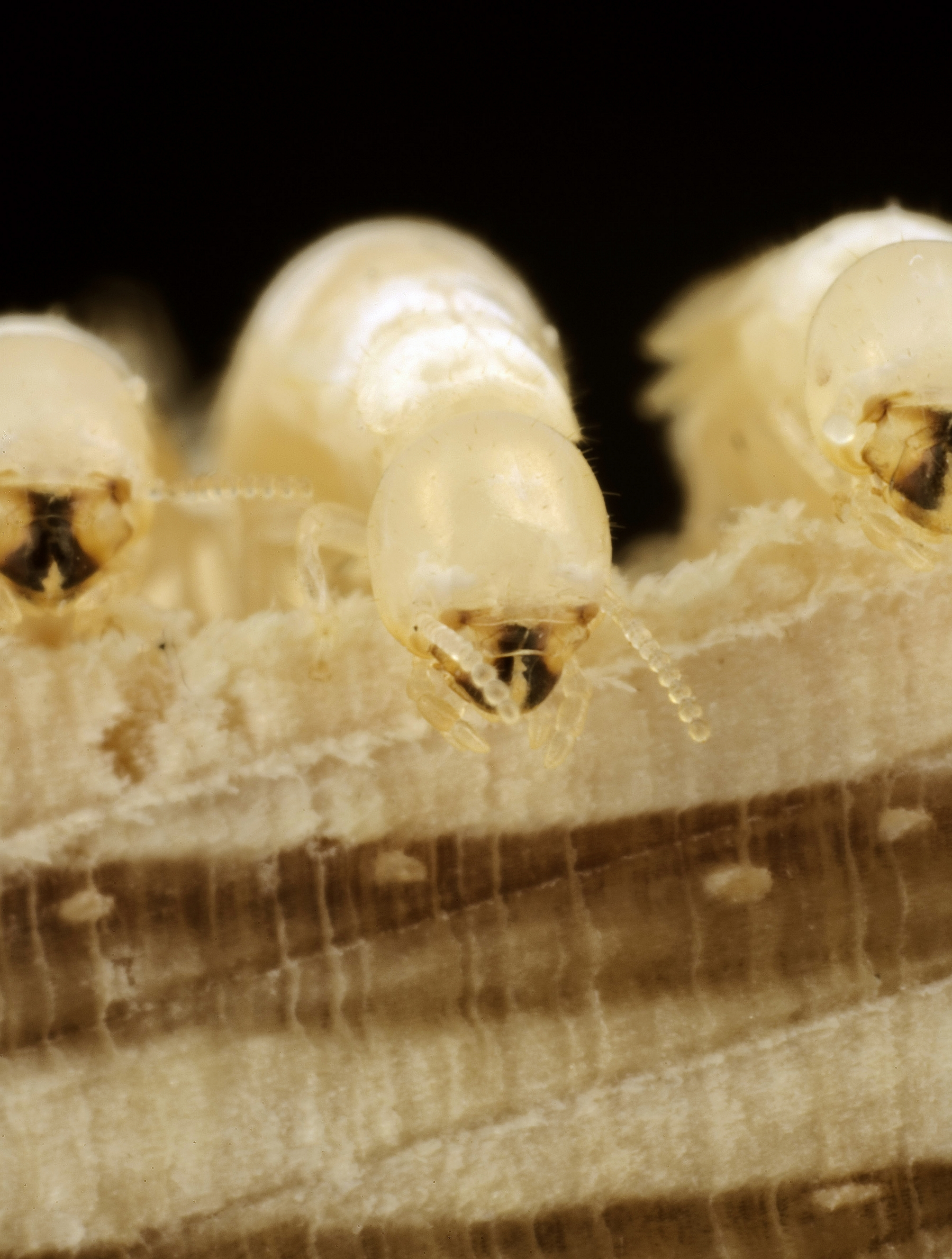
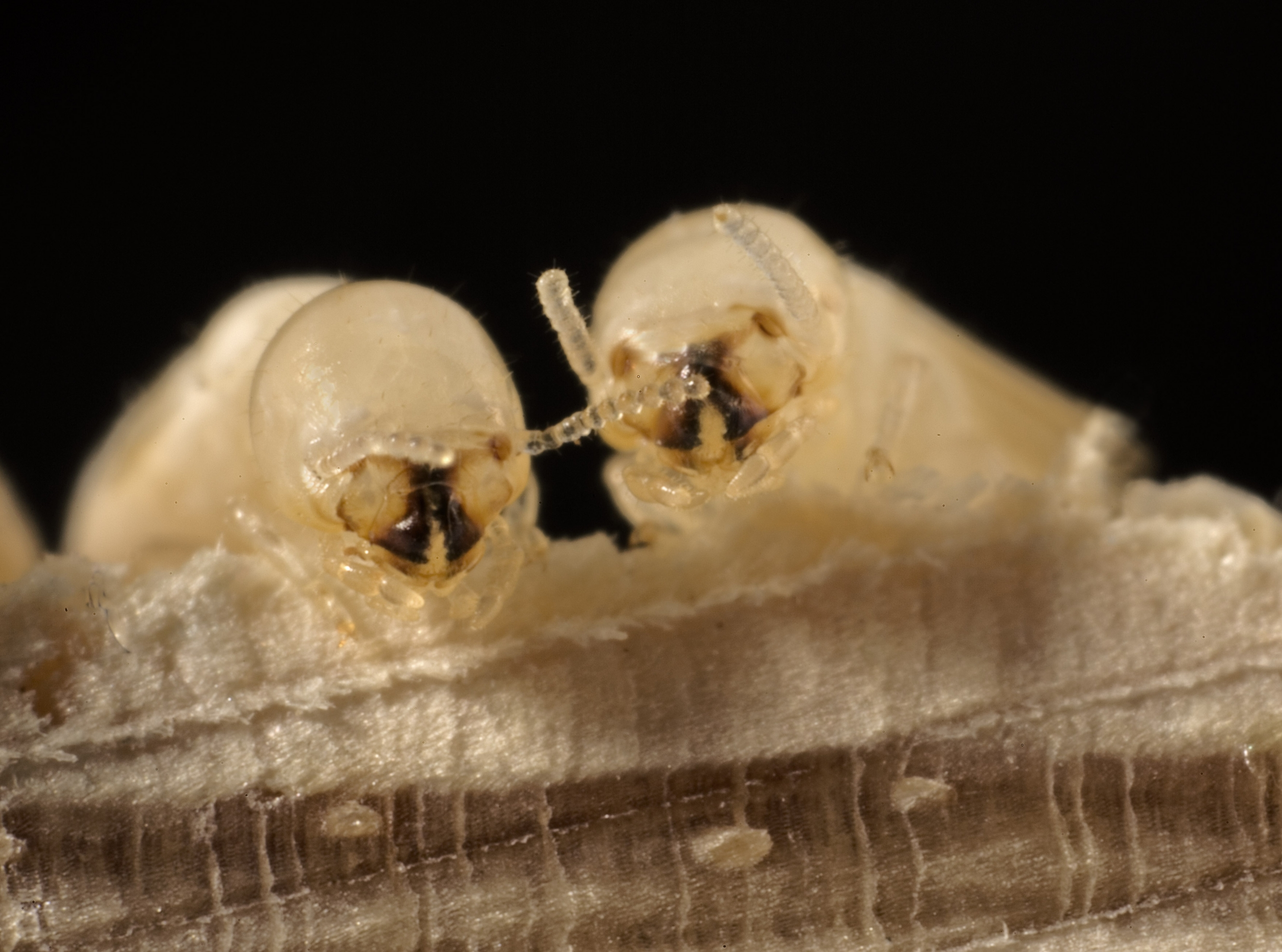
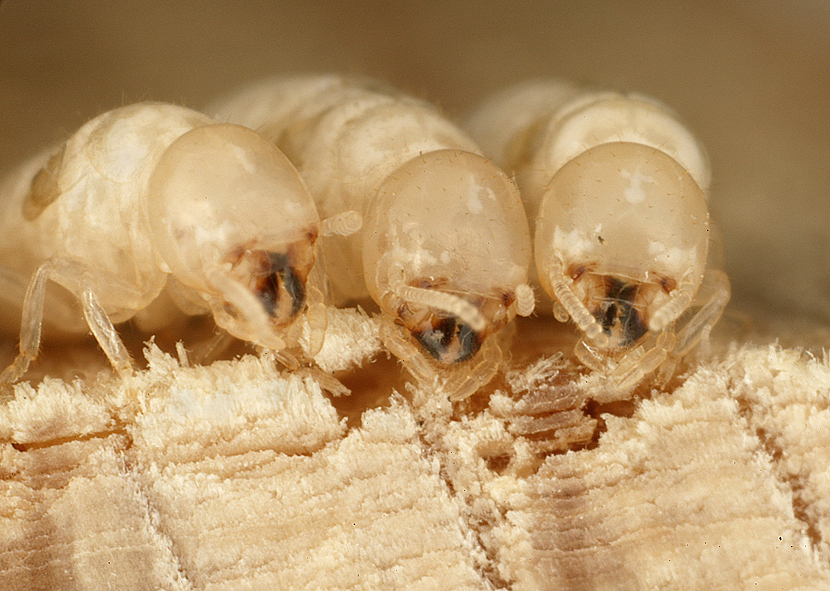
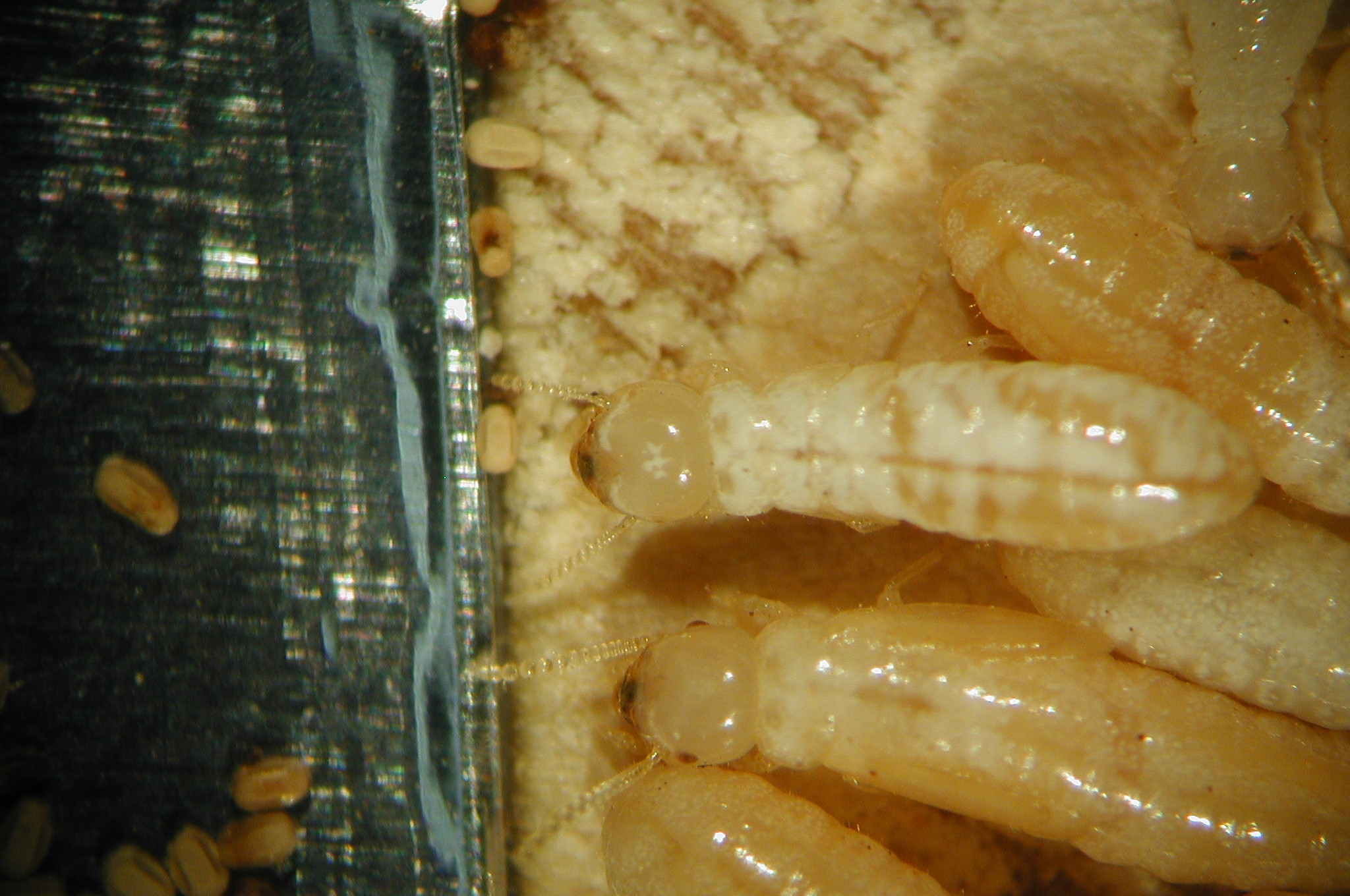
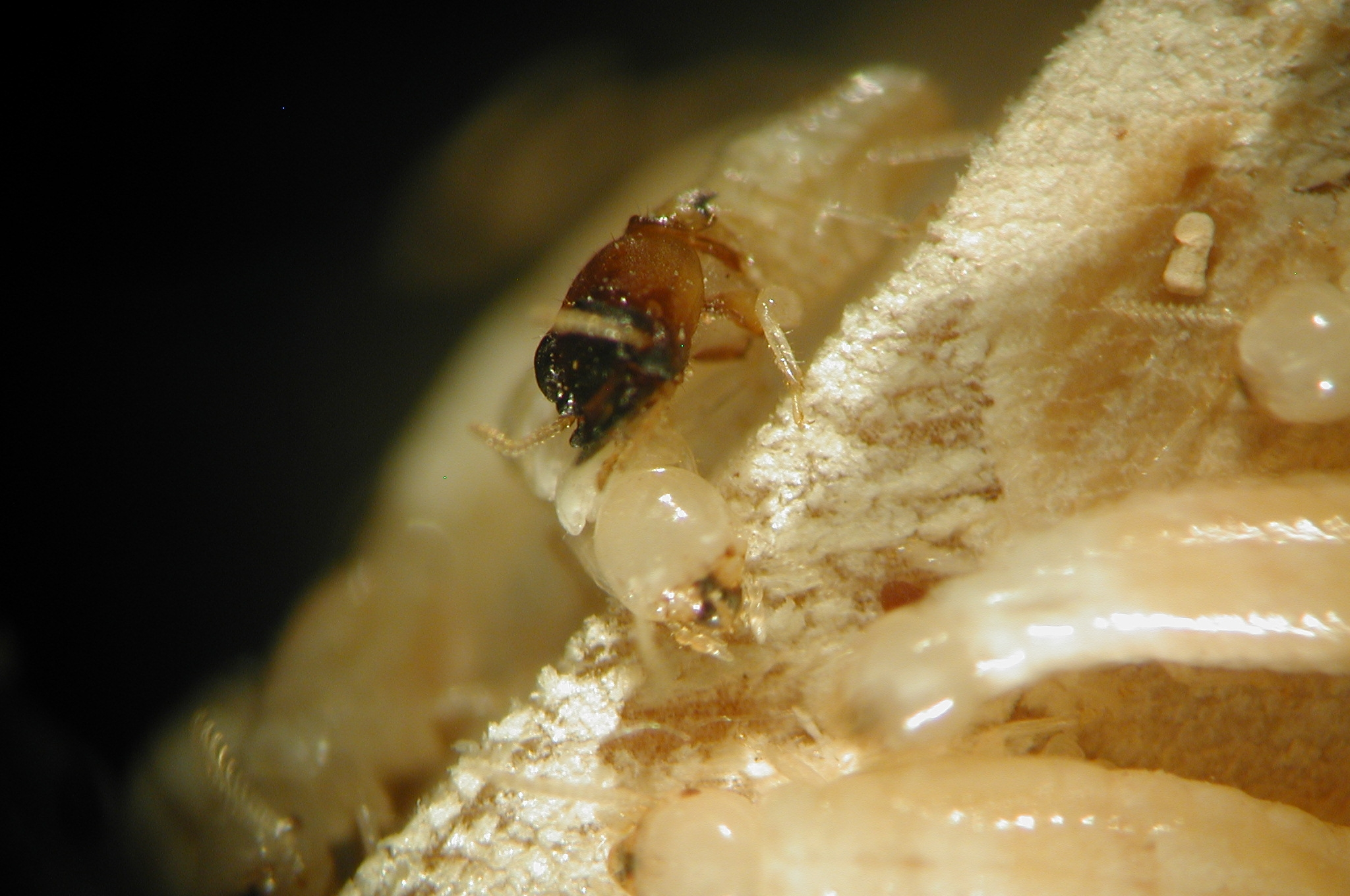